# Au plus près du soleil
Pour plus de détails, voir Fiche technique et Distribution.
Au plus près du soleil est un film dramatique français réalisé par Yves Angelo et sorti en 2015.

## Synopsis
Sophie, juge d'instruction de Toulon, auditionne Juliette, une jeune femme un peu paumée qui vend ses charmes aux hommes. Cette dernière est accusée d'abus de faiblesse sur son amant qui s'est suicidé. Sophie découvre au fil de l'audition que celle-ci n'est autre que la mère biologique de l'enfant qu'elle et son mari Olivier ont adopté il y a dix-huit ans. Au lieu de se dessaisir de l'affaire comme lui demande Olivier, avocat, elle poursuit l'instruction à charge. Parce qu'il désapprouve la conduite de sa femme, Olivier se rapproche discrètement de Juliette, sans lui révéler sa véritable identité. Mais la jeune femme découvre qu'il est le mari de la juge. Elle ne comprend pas ce qu'il cherche, lui ne peut plus lui révéler la vérité, si bien qu'elle le fait chanter.

## Fiche technique
- Titre : Au plus près du soleil
- Réalisation : Yves Angelo
- Scénario : Yves Angelo, François Dupeyron et Gilles Legrand
- Photographie : Pierre-Hugues Galien
- Montage : Fabrice Rouaud
- Décors : Bernard Bridon
- Costumes : Anne-Marie Sanchez
- Musique :
- Producteur : Frédéric Brillion et Gilles Legrand
- Société de production : Épithète Films, en association avec la SOFICA Cofinova 11
- Distributeur : BAC Films
- Pays d'origine :  France
- Genre : drame
- Durée : 94 minutes
- Date de sortie :
  - France : 9 septembre 2015

## Distribution
- Sylvie Testud : Sophie, juge d'instruction, chargée de juger Juliette
- Grégory Gadebois : Olivier, avocat, mari de Sophie
- Mathilde Bisson : Juliette
- Zacharie Chasseriaud : Léo[Qui ?]
- John Arnold : Pierre[Qui ?]
- Pascal Ternisien : l'accusé[Qui ?]
- Thomas Doret : le fils de l'accusé